# じゅんや
じゅんや（1994年〈平成6年〉11月28日- ）は、日本のTikToker、YouTuber。TikTokフォロワー数が約4410万人で日本2位(2024/6/19日)、世界37位。YouTubeチャンネルの登録者数が3600万人を超えており、2025年6月現在日本2位。

## 概要
2018年にTikTokのアカウントを開設し、日本人で初めて1000万人のフォロワーを達成した人物。2020年9月にYouTubeチャンネルを開設し、スパイダーメーン(374日)についでに三番目の速さである394日間で登録者数1000万人達成した人物。日本人初の2000万・3000万人も達成。YouTubeチャンネルの総再生数は200億回を超える。Collab Asia所属。

## 記録

### TikTok
TikTokでは2018年にアカウントを開設し、2年間は日本向けの動画を作っていた。この頃に特に注目を集めたシリーズは「隣の席の女の子」シリーズや「じゅんやダンス」などがある。しかし、2020年になってからアカウントの方向性を変え、体を張るチャレンジ動画などを始める。同年2月にフォロワー数100万人を突破し、5月4日には日本一に、7月には日本人初の1000万人を突破した。そして、2021年10月4日現在も日本国内においてフォロワー数が約4000万人と2位である。世界全体（中国の抖音は除く）では19位である。また、公式マークが付いたのはフォロワー数3800万人の9月23日。12月22日にTikTok CREATOR AWARD2021 特別賞受賞。2022年6月の動画を投稿。
その後キング牛丼を3杯食べたツイートをして引退

### YouTube
2020年8月、前から活動していたYouTubeチャンネルに、「junya legend」という名前で、自身のTikTok動画を投稿し始めた。しかし、9月に入り始めた時点で約30万人の登録者を集めたじゅんやは、チャンネルが性的なコンテンツと判断されアカウントを停止される。また、同時期に偽物の転載アカウントも存在しており、そのアカウントは約200万人の登録者を持っていた（現在停止済）。9月14日、YouTubeチャンネルを新たに開設し、名前も「じゅんや.junya」に変更した。10月にチャンネル登録者数10万人に達成し、11月18日には100万人を達成した。12月7日には200万人、12月21日には300万人、2021年1月8日には400万人、2月1日には500万人、2月28日には600万人、3月22日には700万人、4月25日には800万人、7月17日には900万人を達成し、9月14日、チャンネル開設から1年で950万人を記録した。9月27日にははじめしゃちょーの登録者を越し、10月12日には当時日本人最速の1000万人を突破。10月22日の朝には正式に1040万人となり、長期に渡ってYouTube活動を続けたヒカキンを抜かすこととなった。またチャンネル内で最も視聴されている動画は3億回再生、そして1億回再生を超えた動画が22本ある。
2020年のYouTube年間総再生数ランキングにて、チャンネル開設から約3カ月間で8億8810万再生を記録し日本1位となった。その記録は最新の2021年上半期総再生数ランキングでも出している。

## 特徴
TikTokでは、予めある音楽を利用して動画を作るのが主流だが、じゅんやの動画は主にTikTokで流行した音楽を鼻歌で再現して動画を作っている。また、コラボは殆どしておらず、唯一コラボしたのは地元の中学校・高校の同級生である「さがわ/sagawa」（@sagawa1gou）である。

### 動画
1. ↑  “TikTok CREATOR AWARD2021 特別賞は@Junya/じゅんや さんです”.   tiktok. 2021年10月13日閲覧。
2. ↑  “junya1gouとsagawa1gouがコラボした動画（動画タイトル：@junya1gou）”.   tiktok. 2021年10月13日閲覧。